# Бакосси (лесной резерват)
Бакосси (англ. Bakossi Forest Reserve) — лесной резерват (заповедник) в Камеруне, расположенный в горах Бакосси. Площадь поверхности — 5517 км².
В состав заповедника входит национальный парк Бакосси. Образован в 1956 году. В 2008 году 293,2 км² заповедника были превращены в национальный парк Бакосси. Площадь резервата составляет 5,517 км². В Бакосси обитает крупная популяция дрилов, которые относятся к вымирающим видам. Среди других приматов, вречающихся в горных лесах резервата мартышка Прейса, рыжеухая мартышка и большая белоносая мартышка. В заповеднике Бакосси зарегистрировано по меньшей мере 329 видов птиц.